# Lamar Rice
Lamar Rice (Flint, 30 ottobre 1982) è un ex cestista statunitense, professionista nella NBDL e in Asia.